# Eduard von Paar

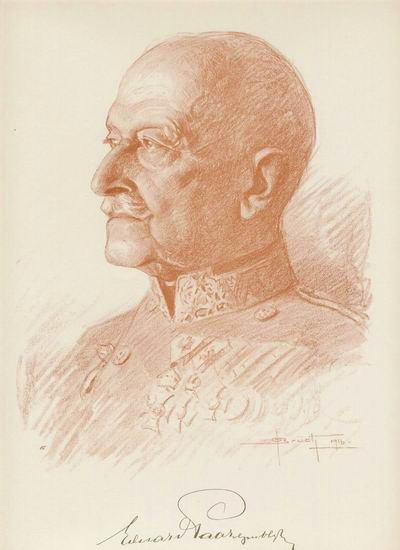
Eduard Graf von Paar als Generaloberst; Zeichnung von Oskar Brüch

Eduard Graf von Paar (* 5. Dezember 1837 in Wien; † 1. Februar 1919 ebenda) war ein österreich-ungarischer Offizier (zuletzt im Rang eines Generalobersten) und lange Zeit Generaladjutant des Kaisers Franz Joseph I.

## Leben
Von Paar entstammte der ursprünglich italienischen Familie Paar, die zu habsburgischen Postmeistern aufgestiegen war und Besitz in Böhmen und der Steiermark erworben hatte. Seine Eltern waren der 4. Fürst Karl von Paar (* 6. Januar 1806; † 17. Januar 1881) und dessen Ehefrau die Prinzessin Ida Leopoldine Sophie Marie Josephine Franziska von und zu Liechtenstein (* 12. September 1811; † 27. Juni 1884).
Er schlug, wie auch sein jüngerer Bruder, der spätere General Alois Graf von Paar, früh eine militärische Laufbahn ein. Er absolvierte 1857 die Theresianische Militärakademie und kam danach als Leutnant zum Ulanenregiment Nr. 1. Er diente weiterhin in der Kavallerie, bevor er am 15. April 1866 Ordonnanzoffizier Kaiser Franz Josephs I. wurde. Ab dem 18. August 1866 nahm er die Stellung eines Flügeladjutanten des Kaisers ein. Während dieser Zeit wurde er etatmäßig als Rittmeister im Kürassier-Regiment Nr. 9 geführt. Erst 1869 kehrte er als Oberstleutnant zu einem Truppenkommando im Dragonerregiment Nr. 4 zurück. Fünf Jahre später wurde er zum Oberst befördert und übernahm das Regiment als Kommandeur. Im Jahre 1879 befehligte er, inzwischen zum Generalmajor aufgestiegen, die 4. Kavallerie-Brigade.
Es folgte die Beförderung zum Feldmarschallleutnant (1884) und schließlich die Rückkehr in die Entourage des Kaisers. Im Jahre 1887 wurde Paar zum Generaladjutanten Franz Josephs I. berufen. Als einer der engsten Berater des Kaisers übte Paar größten Einfluss auf dessen militärische Ansichten beziehungsweise Entscheidungen, sowohl in organisatorischer als auch in personeller und politischer Hinsicht aus. Der Kaiser soll Paar sehr geschätzt haben. Dennoch berichtet Kammerdiener Eugen Ketterl in seinen Erinnerungen, dass sich – wenn Franz Joseph mit Paar alleine in einem Abteil des Hofzuges saß – die Konversation meist auf das genüssliche Rauchen von Zigarren und dem Erzeugen von Rauchwolken beschränkte. Oftmals sei es schwer gewesen, im dichten Zigarrenrauch den Kaiser und seinen Generaladjutanten auseinanderzuhalten.
Eduard von Paar wurde im November 1891 zum General der Kavallerie befördert und erreichte den Höhepunkt seiner Laufbahn mit seiner Ernennung zum Generaloberst am 27. Februar 1916.
Nachdem der Kaiser im November 1916 verstorben war, wurde Paar von Kaiser Karl I. im Jänner 1917 zunächst zur Disposition gestellt und 1918 in den Ruhestand versetzt. Er war Träger des Franz-Joseph-Kreuzes.
An seiner Einsegnung, die am 4. Februar 1919 im Palais Paar an der Wollzeile in Wien stattfand, nahmen zahlreiche namhafte Aristokraten und Offiziere teil. Seine Beisetzung erfolgte in Bechin in Südböhmen, dessen Schloss im Besitz von Familie Paar war.